# Kedungwungu (Tegowanu)
Kedungwungu is een bestuurslaag in het regentschap Grobogan van de provincie Midden-Java, Indonesië. Kedungwungu telt 3041 inwoners (volkstelling 2010).